# Emma Finucane
Emma Finucane (n. 22 decembrie 2002, Carmarthen⁠(d), Țara Galilor, Regatul Unit) este o ciclistă britanică, medaliată olimpică. A participat la 1 ediție a Jocurilor Olimpice (2024) în care a câștigat 1 medalie de aur și 2 medalii de bronz.